# Palazzo Antinori
 (mai 2023).
 (juin 2022).
Si vous disposez d'ouvrages ou d'articles de référence ou si vous connaissez des sites web de qualité traitant du thème abordé ici, merci de compléter l'article en donnant les références utiles à sa vérifiabilité et en les liant à la section « Notes et références ».
Le Palazzo Antinori, considéré comme l'un des plus beaux palais Renaissance de Florence, est situé sur la Piazza Antinori, à une extrémité de la via Tornabuoni.

## Histoire
Il a été construit entre 1461 et 1469, peut-être par Giuliano da Maiano (compte tenu des affinités avec le Palazzo Spannocchi siennois) pour Giovanni di Bono Boni (seconde moitié du XVe siècle), au-dessus de quelques maisons qui appartenaient déjà aux Bordoni. Le bâtiment inachevé fut mis en vente par la famille Boni pour des problèmes financiers en 1475 et passa plus tard aux Martelli, mais il semble que Laurent le Magnifique s'y intéressa aussi. Les deux frères Carlo et Ugolino Martelli y vivaient, mais à la mort d'Ugolino (1494) Carlo Martelli décida de vendre l'immeuble, peut-être pour des raisons émotionnelles liées à la mémoire de son frère, peut-être aussi pour des raisons économiques : en vingt ans le prix de la batisse avait beaucoup augmenté. Ainsi, en 1506, le bâtiment passa à Niccolò Antinori, résidant déjà à Oltrarno, qui fit apporter des modifications et des améliorations. La tâche a probablement été confiée à Baccio d'Agnolo, qui a conçu la façade arrière et le jardin intérieur, donnant au bâtiment ses dimensions actuelles. Dans l'ensemble, l'attribution à plusieurs personnes a tendance à être privilégiée.

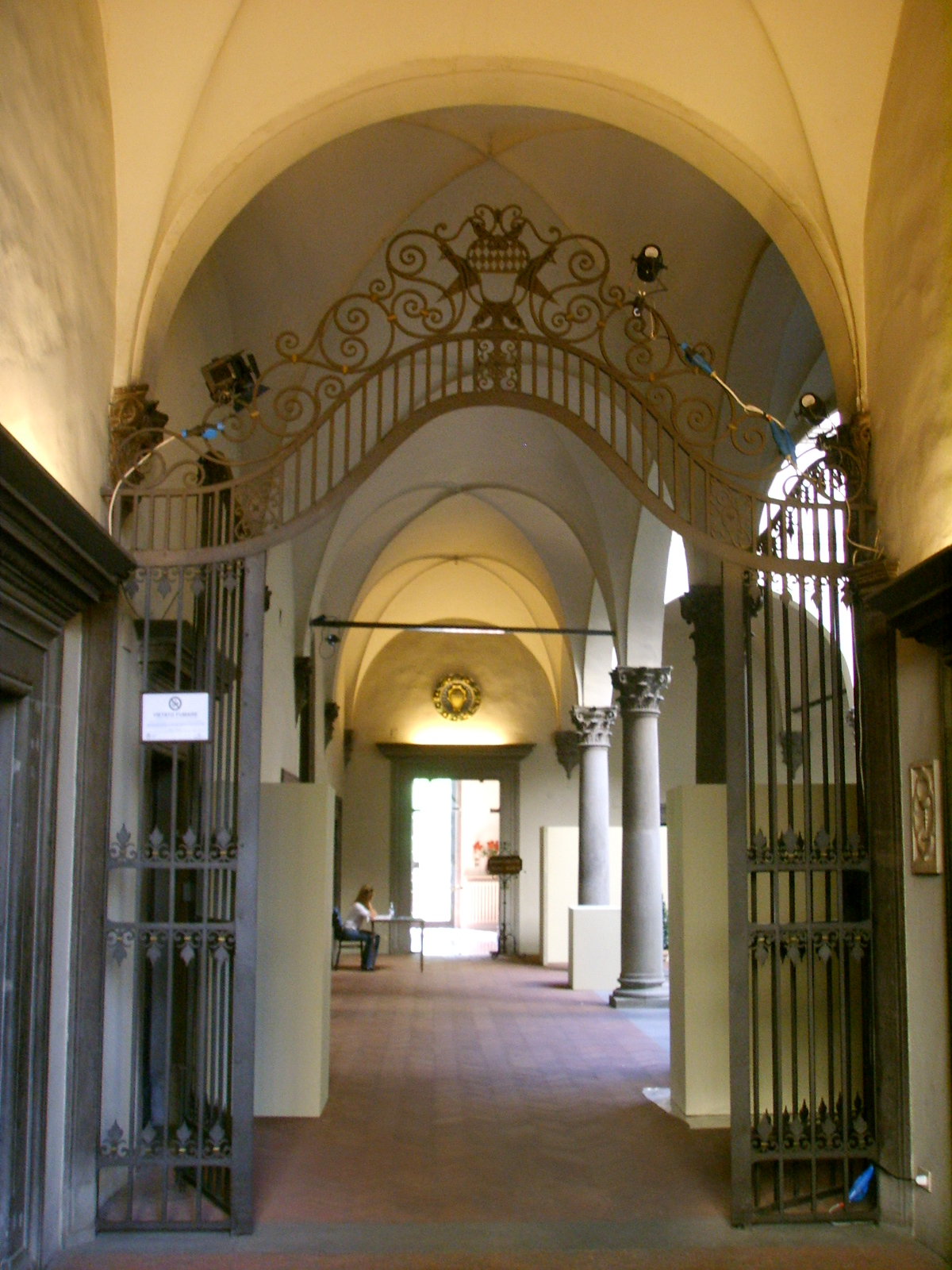
L'entrée avec la vue en perspective.

Depuis lors, la famille Antinori vit toujours dans le palais ou elle occupe deux étages. Elle possède des terres dans toute la Toscane où elle produit des vins et des vinsanti célèbres, ainsi que de l'huile et d'autres produits. La production de vin est très ancienne, également vantée par Francesco Redi, et la vente de vin est encore attestée par une petite fenêtre ouverte sur l'allée Trebbio : à partir de cette petite ouverture, les bouteilles étaient vendues, comme le précise encore l'écriture Vino sur le cadre (et ce n'est pas le seul bâtiment à avoir encore de telles fenêtres dans la ville).

## Architecture
La forme du bâtiment, un parallélépipède avec une élégante cour à arcades au centre et le jardin arrière, s'inspire du palais Medici-Riccardi, mais a une forme architecturale plus légère et plus élégante ; la perspective percée porte-cour-jardin est également une caractéristique michelozzienne déjà présente au Palais Médicis.
L'élégante cour possède un portique sur trois côtés, en plein style Renaissance, aux arcs en plein cintre, voûtes croisées et colonnes en pierre à chapiteaux composites, habilement sculptés. Le puits fournissant de l'eau existe toujours.

## Le jardin
Dans le plan de Florence par Buonsignori de 1584, le palais apparaît déjà doté d'un jardin, clos par un mur crénelé.
La porte qui mène du palais au jardin ressemble à celle du palais Bartolini-Salimbeni et est l'un des éléments qui a permis l'attribution à Baccio d'Agnolo.
Le jardin présente quelques parterres de fleurs assez simples, rappelant un cloître monastique du XIVe-XVe siècle, tandis qu'un remarquable nymphée de style XVIIIe siècle se détache sur le mur du fond, avec des rochers et une statue de Vénus dans une niche originale.
Du côté nord, il y a aussi une loggia accolée.

## Galerie d'images

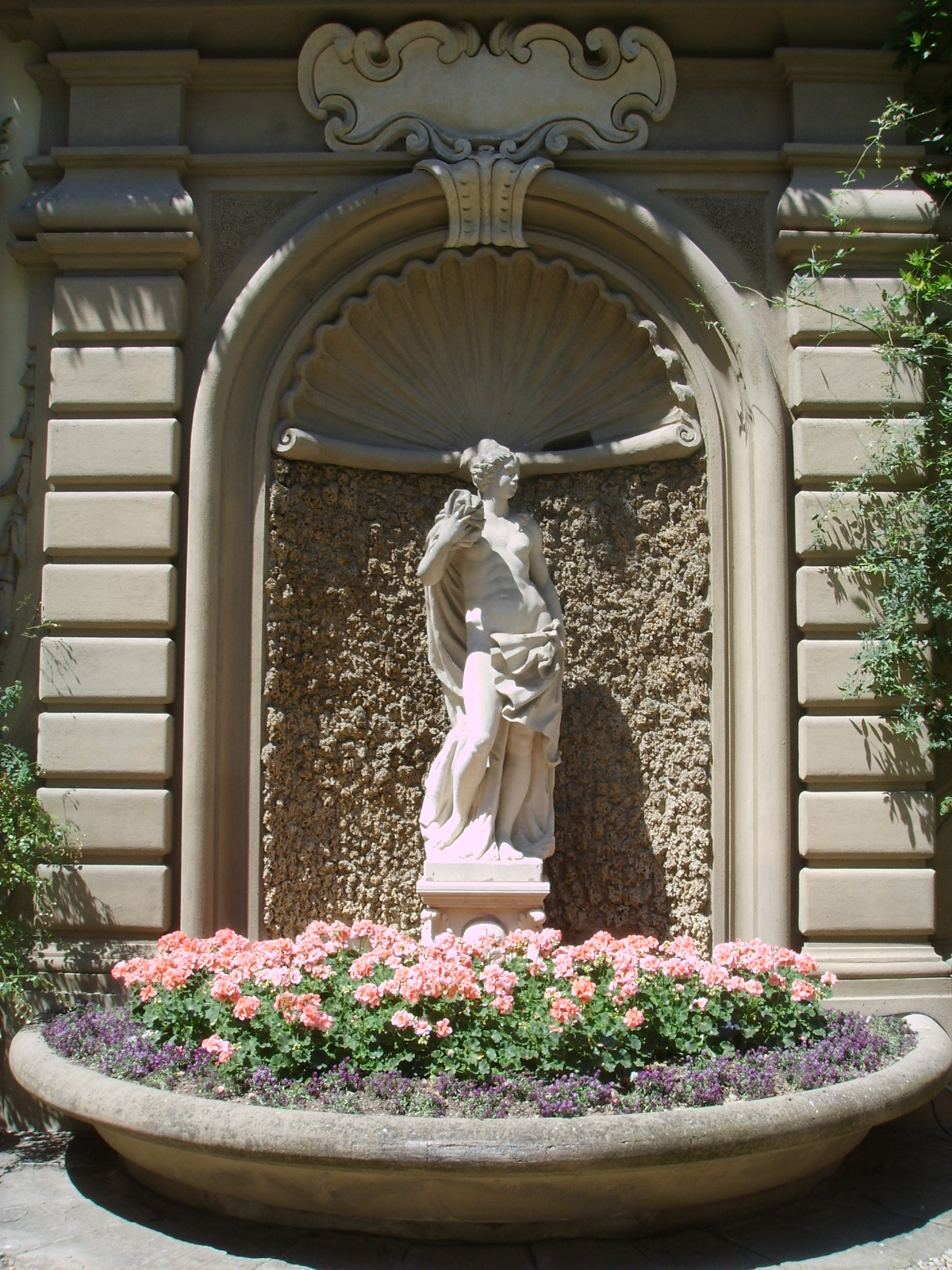
Fontaine dans le jardin.
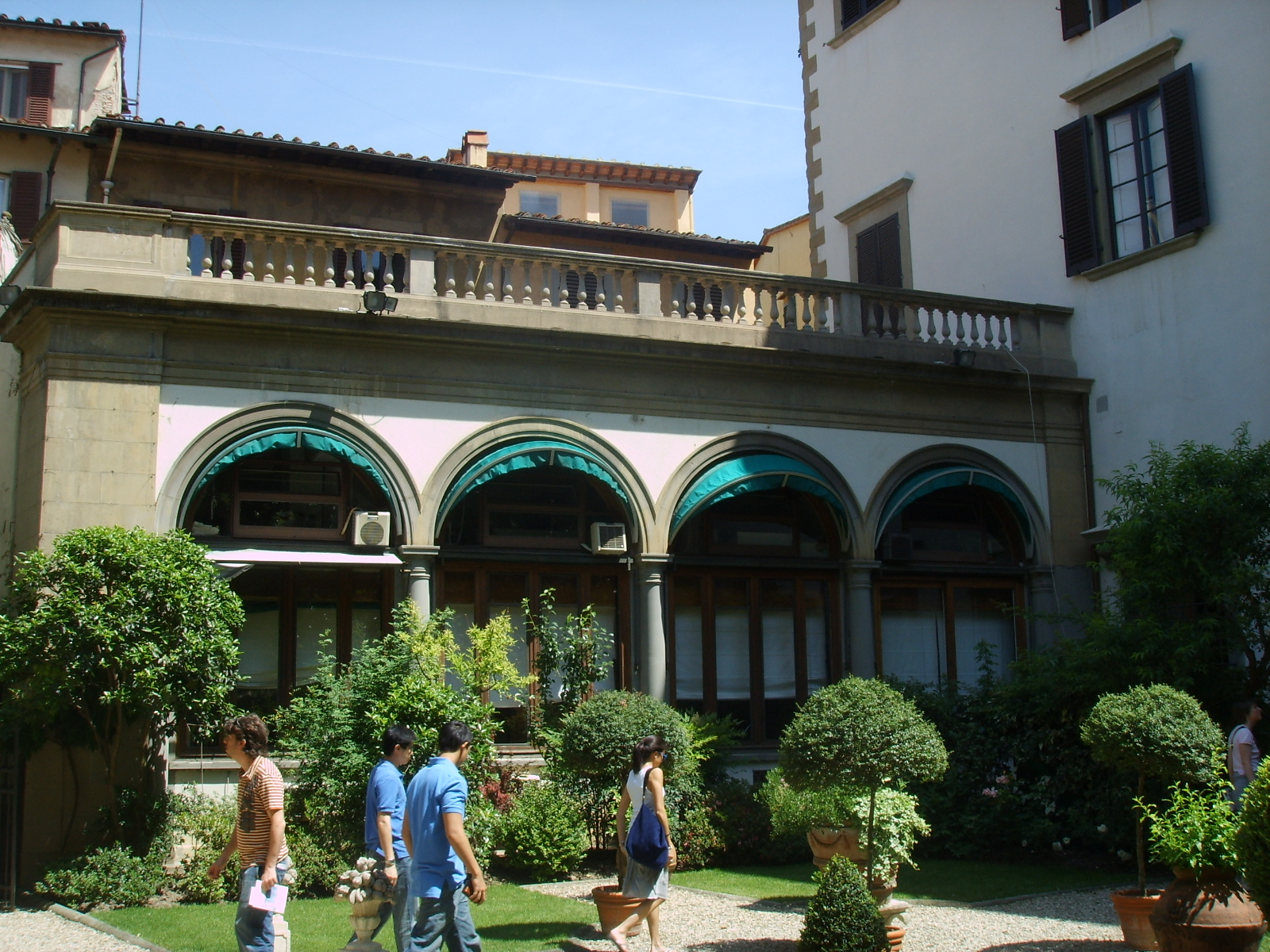
Loggia dans le jardin.
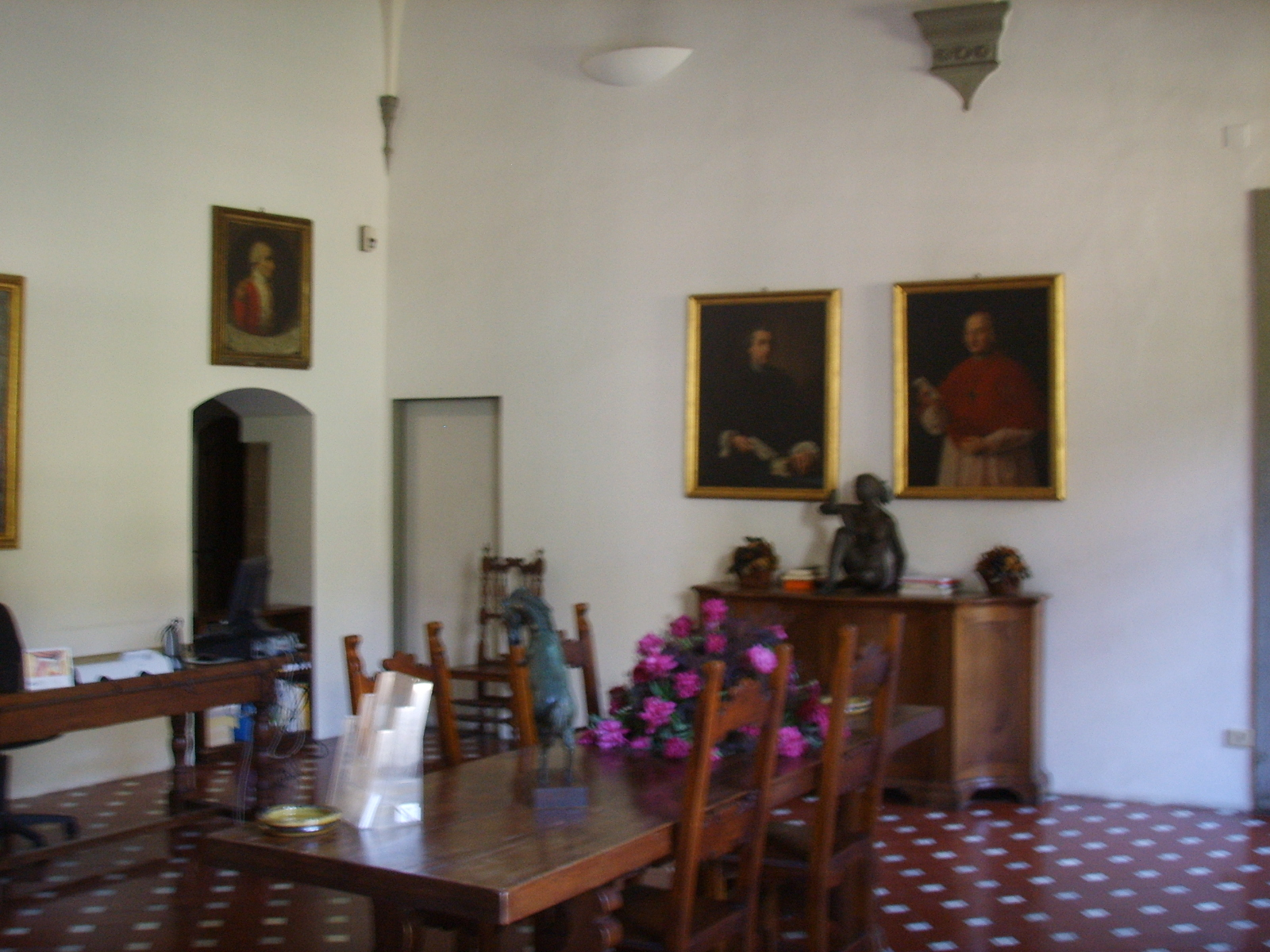
Une pièce.
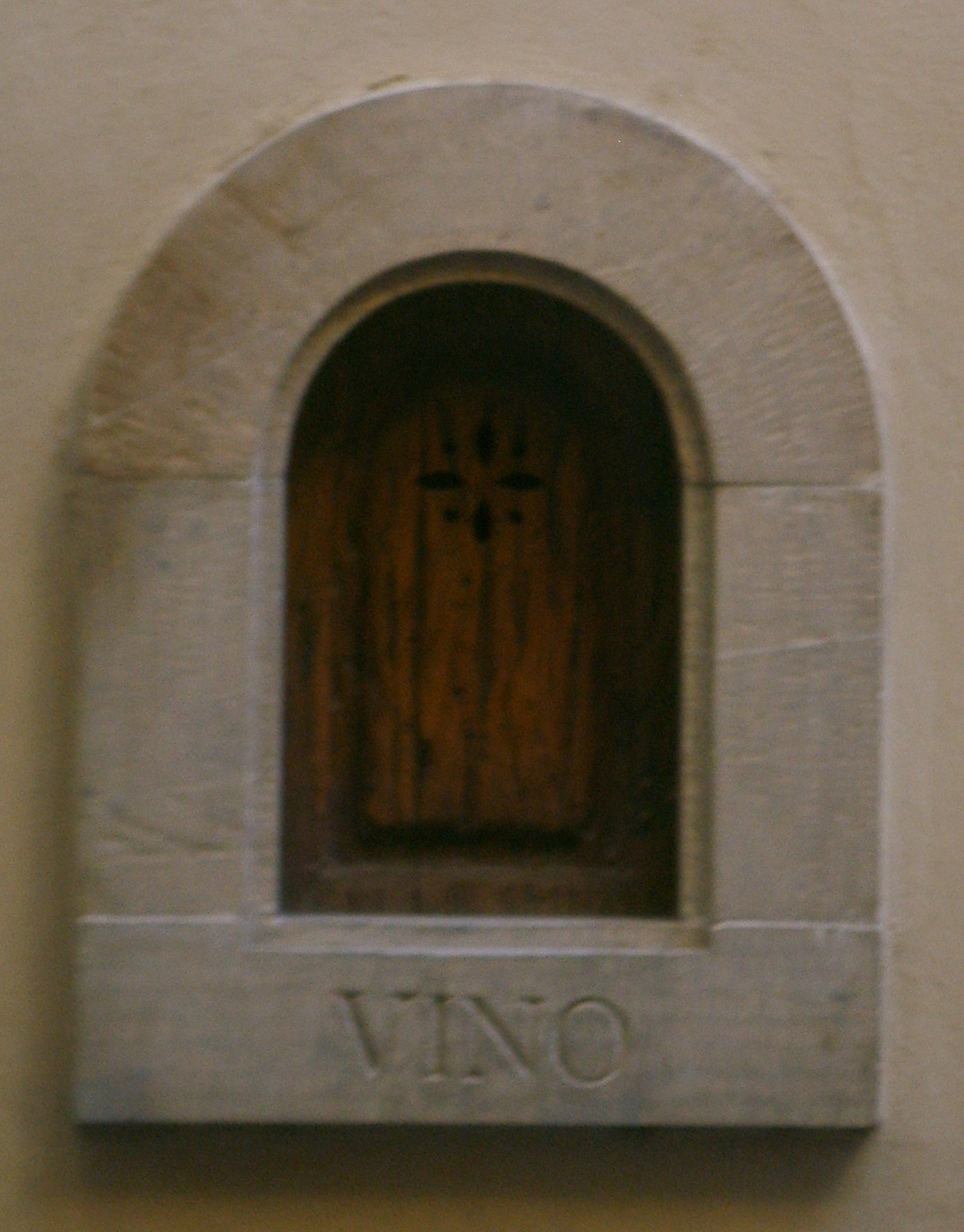
Le petit trou pour la vente de vin.